# Мишель Уайлд
Мише́ль Уа́йлд (англ. Michelle Wild; настоящее имя — Каталин Вад (венг. Vad Katalin); род. 16 января 1980 года, Будапешт, Венгрия) — венгерская актриса и порноактриса, известная также по роли медсестры Иветт Янович в телесериале Jóban rosszban («И в радости, и в горе»).

## Биография
Каталин Вад родилась 16 января 1980 года в городе Будапешт, Венгрия. Окончив школу в 1999 году, она работала оператором в службе «секс по телефону» и танцовщицей в стриптиз-барах. В 2001 году начала сниматься в фильмах категории ХХХ, первый её фильм был Sex Opera. Её псевдоним связан с настоящим именем: венгерское слово vad буквально означает «дикий», по-английски — wild. За свою карьеру Вад снялась более чем в 70 порнофильмах, в основном в фильмах компании «Private», где режиссировал Кови. 21 декабря 2004 года у Вад родилась дочь, которую она назвала Мальна Вад Хорват, после чего завершила свою карьеру в порноиндустрии и не собирается возвращаться. В настоящее время она снимается в «мыльных операх» на венгерском телевидении.

## Награды и номинации
| Год  | Церемония                                                          | Категория                            | Работа           | Результат |
| ---- | ------------------------------------------------------------------ | ------------------------------------ | ---------------- | --------- |
| 2003 | Venus Awards                                                       | Лучшая актриса (Венгрия)             |                  | Победа    |
| 2003 | Барселонский международный фестиваль эротического кино Ninfa Award | За лучшую женскую роль второго плана | Hot Rats         | Победа    |
| 2004 | European X Award                                                   | Лучшая актриса (Германия)            |                  | Победа    |
| 2004 | AVN Award                                                          | Лучшая иностранная исполнительница   |                  | Номинация |
| 2004 | AVN Award                                                          | Лучшая сцена стриптиза               | Crack Her Jack 1 | Победа    |